# Danh sách động vật biểu tượng quốc gia
Dưới đây là danh sách loài động vật được chọn là biểu tượng quốc gia. Gồm cả những động vật thần thoại, không có thật.
| Quốc gia                    | Tên động vật                                  | Danh pháp khoa học                                | Hình ảnh                               | Ref.                 |
| --------------------------- | --------------------------------------------- | ------------------------------------------------- | -------------------------------------- | -------------------- |
| Afghanistan                 | Báo tuyết                                     | Panthera uncia                                    |                                        | [ 1 ]                |
| Albania                     | Đại bàng vàng (biểu tượng chính quốc gia)     | Aquila chrysaetos                                 |                                        | [ 2 ] [ 3 ]          |
| Angola                      | Red-crested turaco (quốc điểu)                | Tauraco erythrolophus                             |                                        | [ 4 ]                |
| Anguilla                    | Zenaida dove                                  | Zenaida aurita                                    |                                        | [ 5 ]                |
| Antigua và Barbuda          | Hươu hoang                                    | Dama dama                                         |                                        | [ 6 ]                |
| Antigua và Barbuda          | Frigate (quốc điểu)                           | Fregata magnificens                               |                                        | [ 6 ]                |
| Antigua và Barbuda          | Hawksbill turtle                              | Eretmochelys imbricata                            |                                        | [ 6 ]                |
| Algérie                     | Cáo fennec                                    | Vulpes zerda                                      |                                        | [ 7 ]                |
| Argentina                   | Rufous hornero                                | Furnarius rufus                                   |                                        | [ 8 ]                |
| Úc                          | Kangaroo đỏ                                   | Macropus rufus                                    |                                        | [ 9 ]                |
| Úc                          | Emu (quốc điểu)                               | Dromaius novaehollandiae                          |                                        | [ 10 ]               |
| Azerbaijan                  | Karabakh horse                                | Equus ferus caballus                              |                                        | [ 11 ]               |
| Bangladesh                  | Hổ hoàng gia Bengal                           | Panthera tigris tigris                            |                                        | [ 12 ]               |
| Bangladesh                  | Magpie robin (quốc điểu)                      | Copsychus saularis                                |                                        | [ 12 ]               |
| Bangladesh                  | Ilish (quốc ngư)                              | Tenualosa ilisha                                  |                                        | [ 12 ]               |
| Belarus                     | Bò bison châu Âu                              | Bison bonasus                                     |                                        | [ 13 ]               |
| Belize                      | Lợn vòi Baird                                 | Tapirus bairdii                                   |                                        | [ 13 ] [ 14 ]        |
| Bỉ                          | Sư tử                                         | Leo Belgicus                                      |                                        | [ 15 ]               |
| Bhutan                      | Druk                                          | Thần thoại                                        |                                        | [ 16 ]               |
| Bhutan                      | Linh ngưu                                     | Budorcas taxicolor                                |                                        | [ 17 ]               |
| Brasil                      | Vẹt đuôi dài                                  | Ara macao/Ara ararauna/Ara militaris              |                                        | [ 18 ]               |
| Campuchia                   | Bò xám                                        | Bos sauveli                                       |                                        | [ 19 ]               |
| Canada                      | Hải ly Bắc Mỹ                                 | Castor canadensis                                 |                                        | [ 20 ] [ 21 ]        |
| Canada                      | Canadian horse                                | Equus ferus caballus                              |                                        | [ 21 ]               |
| Cộng hòa Dân chủ Congo      | Okapi                                         | Okapia johnstoni                                  |                                        | [ 13 ]               |
| Colombia                    | Thần ưng Andes                                | Vultur gryphus                                    |                                        | [ 22 ]               |
| Costa Rica                  | Yigüirro (quốc điểu)                          | Turdus grayi                                      |                                        | [ 23 ]               |
| Costa Rica                  | Hươu đuôi trắng                               | Odocoileus virginianus                            |                                        | [ 24 ]               |
| Costa Rica                  | West Indian manatee                           | Trichechus manatus                                |                                        | [ 25 ]               |
| Croatia                     | Chồn thông châu Âu                            | Martes martes                                     |                                        | [ 26 ] [ 27 ]        |
| Cuba                        | Cuban trogon                                  | Priotelus temnurus                                |                                        | [ 28 ] [ 29 ]        |
| Síp                         | Cypriot mouflon                               | Ovis orientalis                                   |                                        | [ 30 ]               |
| Séc                         | Double-tailed lion                            | Thần thoại                                        |                                        | [ 31 ]               |
| Đan Mạch                    | Thiên nga trắng (quốc điểu)                   | Cygnus olor                                       |                                        | [ 32 ]               |
| Đan Mạch                    | Small tortoiseshell                           | Aglais urticae                                    |                                        | [ 32 ]               |
| Ai Cập                      | Steppe eagle                                  | Aquila nipalensis                                 |                                        | [ 33 ]               |
| Ethiopia                    | Sư tử                                         | Panthera leo                                      |                                        | [ 34 ]               |
| Phần Lan                    | Gấu nâu                                       | Ursus arctos                                      |                                        | [ 35 ]               |
| Phần Lan                    | Thiên nga lớn (quốc điểu)                     | Cygnus cygnus                                     |                                        | [ 36 ]               |
| Quần đảo Faroe              | Eurasian oystercatcher (quốc điểu)            | Haematopus ostralgus                              |                                        | [ 37 ]               |
| Pháp                        | Gà trống Gô-loa                               | Gallus gallus domesticus                          |                                        | [ 38 ]               |
| Hy Lạp                      | Phượng hoàng                                  | Thần thoại                                        |                                        | [ 18 ] [ 39 ]        |
| Guatemala                   | Quetzal                                       | Pharomachrus mocinno                              |                                        | [ 40 ]               |
| Honduras                    | Hươu đuôi trắng                               | Odocoileus virginianus                            |                                        | [ 41 ]               |
| Hungary                     | Turul                                         | Thần thoại (hầu như chắc chắn nhất Falco cherrug) |                                        | [ 42 ]               |
| Iceland                     | Gyrfalcon                                     | Falco rusticolus                                  |                                        | [ 43 ]               |
| Ấn Độ                       | Hổ hoàng gia Bengal                           | Panthera tigris tigris                            |                                        | [ 44 ]               |
| Ấn Độ                       | Công lam Ấn Độ (quốc điểu)                    | Pavo cristatus                                    |                                        | [ 45 ]               |
| Ấn Độ                       | Rắn hổ mang chúa                              | Ophiophagus hannah                                |                                        | [ 46 ]               |
| Ấn Độ                       | Ganges river dolphin                          | Platanista gangetica                              |                                        | [ 47 ]               |
| Ấn Độ                       | Voi Ấn Độ                                     | Elephas maximus indicus                           |                                        | [ 48 ]               |
| Indonesia                   | Rồng Komodo                                   | Varanus komodoensis                               |                                        | [ 49 ]               |
| Indonesia                   | Garuda                                        | Thần thoại                                        |                                        | [ 50 ]               |
| Iran                        | Mugger crocodile                              | Crocodylus palustris                              |                                        | [ 18 ]               |
| Iraq                        | Đại bàng vàng                                 | Aquila chrysaetos                                 |                                        | [ 51 ]               |
| Iraq                        | Dê · ( KRG)                                   | Capra aegagrus                                    |                                        | [ 52 ]               |
| Israel                      | Hoopoe (quốc điểu)                            | Upupa epops                                       |                                        | [ 18 ]               |
| Jamaica                     | Red-billed streamertail                       | Trochilus polytmus                                |                                        | [ 53 ]               |
| Nhật Bản                    | Trĩ lục Nhật Bản (quốc điểu)                  | Phasianus versicolor                              |                                        | [ 54 ]               |
| Nhật Bản                    | Cá chép (quốc ngư)                            | Cyprinus carpio                                   |                                        | [ 55 ]               |
| Litva                       | Hạc trắng                                     | Ciconia ciconia                                   |                                        | [ 56 ]               |
| Bắc Macedonia               | Sư tử                                         | Panthera leo                                      |                                        | [ 57 ]               |
| Malaysia                    | Hổ Mã Lai                                     | Panthera tigris jacksoni                          |                                        | [ 58 ]               |
| Moldova                     | Aurochs                                       | Bos primigenius                                   |                                        | [ 59 ]               |
| Mauritius                   | Dodo                                          | Raphus cucullatus                                 |                                        | [ 13 ] [ 60 ] [ 61 ] |
| México                      | Đại bàng vàng                                 | Aquila chrysaetos                                 |                                        | [ 62 ]               |
| México                      | Xoloitzcuintli (quốc khuyển)                  | Canis lupus familiaris                            |                                        | [ 62 ]               |
| México                      | Grasshopper                                   |                                                   |                                        | [ 62 ]               |
| México                      | Jaguar (quốc thú)                             | Panthera onca                                     |                                        | [ 62 ]               |
| México                      | Vaquita                                       | Phocoena sinus                                    |                                        | [ 62 ]               |
| Nepal                       | Bò u                                          | Bos taurus indicus                                |                                        | [ 63 ]               |
| Nepal                       | Danphe (quốc điểu)                            | Lophophorus impejanus                             |                                        | [ 64 ]               |
| Hà Lan                      | Sư tử (huy hiệu) (biểu tượng huy hiệu)        | Panthera leo                                      |                                        | [ 65 ]               |
| New Zealand                 | Kiwi                                          | Apteryx sp.                                       |                                        | [ 66 ]               |
| CHDCND Triều Tiên           | Chollima                                      | Thần thoại                                        |                                        | [ 67 ] [ 68 ] [ 69 ] |
| Norway                      | Sư tử (động vật hoàng gia)                    | Panthera leo                                      |                                        | [ 70 ]               |
| Norway                      | White-throated dipper (quốc điểu)             | Cinclus cinclus                                   |                                        | [ 71 ]               |
| Norway                      | Fjord horse (national horse)                  | Equus ferus caballus                              |                                        | [ 72 ]               |
| Oman                        | Linh dương sừng thẳng Ả Rập (national animal) | Oryx leucoryx                                     |                                        | [ 73 ]               |
| Pakistan                    | Sơn dương Markhor (national animal)           | Capra falconeri                                   |                                        | [ 13 ] [ 74 ]        |
| Pakistan                    | Chukar (quốc điểu)                            | Alectoris chukar                                  |                                        | [ 74 ]               |
| Pakistan                    | Báo tuyết (national heritage animal)          | Panthera uncia                                    |                                        | [ 75 ]               |
| Panamá                      | Đại bàng Harpy                                | Harpia harpyja                                    |                                        | [ 13 ]               |
| Papua New Guinea            | Cá cúi                                        | Dugong dugon                                      |                                        | [ 76 ]               |
| Perú                        | Lạc đà Vicuña                                 | Vicugna vicugna                                   |                                        | [ 77 ]               |
| Philippines                 | Trâu nước Carabao (national animal)           | Bubalus bubalis                                   |                                        | [ 78 ]               |
| Philippines                 | Đại bàng Philippines (quốc điểu)              | Pithecophaga jefferyi                             |                                        | [ 79 ]               |
| Qatar                       | Linh dương sừng thẳng Ả Rập                   | Oryx leucoryx                                     |                                        | [ 80 ]               |
| România                     | Lynx                                          | Lynx lynx                                         |                                        | [ 81 ]               |
| Rwanda                      | Báo hoa mai                                   | Panthera pardus                                   |                                        | [ 82 ]               |
| Tây Ban Nha                 | Bò mộng                                       | Bos taurus                                        |                                        | [ 83 ]               |
| Saint Vincent và Grenadines | St Vincent parrot                             | Amazona guildingii                                |                                        | [ 84 ]               |
| Serbia                      | Sói xám                                       | Canis lupus lupus                                 |                                        | [ 85 ]               |
| Serbia                      | Lanner falcon                                 | Falco biarmicus                                   |                                        | [ 86 ]               |
| Serbia                      | Lynx                                          | Lynx lynx                                         |                                        | [ 87 ]               |
| Somalia                     | Báo hoa                                       | Panthera pardus                                   |                                        | [ 88 ]               |
| Nam Phi                     | Linh dương nhảy                               | Antidorcas marsupialis                            |                                        | [ 89 ]               |
| Nam Phi                     | Sếu lam (quốc điểu)                           | Anthropoides paradiseus                           |                                        | [ 89 ]               |
| Nam Phi                     | Galjoen                                       | Dichistius capensis                               |                                        | [ 89 ]               |
| Sri Lanka                   | Gà rừng Sri Lanka (quốc điểu)                 | Gallus lafayettii                                 |                                        | [ 90 ]               |
| Tanzania                    | Hươu cao cổ                                   | Giraffa camelopardalis                            |                                        | [ 91 ] [ 92 ] [ 93 ] |
| Thái Lan                    | Voi                                           | Elephas maximus                                   |                                        | [ 94 ]               |
| Thổ Nhĩ Kỳ                  | Sói xám                                       | Canis lupus lupus                                 |                                        | [ 95 ] [ 96 ]        |
| UAE                         |                                               |                                                   |                                        |                      |
| Linh dương sừng thẳng Ả Rập | Oryx leucoryx                                 |                                                   | [ 97 ]                                 |                      |
| Cắt lớn (quốc điểu)         | Falco peregrinus                              |                                                   | [ 97 ]                                 |                      |
| Anh Quốc                    |                                               |                                                   |                                        |                      |
| Bulldog                     | Canis lupus familiaris                        |                                                   | [ 98 ]                                 |                      |
| Sư tử Barbary (Anh)         | Panthera leo leo                              |                                                   | [ 99 ] [ 100 ]                         |                      |
| Thiên nga trắng             | Cygnus olor                                   |                                                   | [ 101 ] [ 102 ]                        |                      |
| Red kite (Wales)            | Milvus milvus                                 |                                                   | [ 103 ]                                |                      |
| Kỳ lân một sừng (Scotland)  | Thần thoại                                    |                                                   | [ 18 ] [ 104 ] [ 105 ] [ 106 ] [ 107 ] |                      |
| Rồng xứ Wales               | Thần thoại                                    |                                                   | [ 103 ] [ 108 ]                        |                      |
| Hoa Kỳ                      | Đại bàng đầu trắng                            | Haliaeetus leucocephalus                          |                                        | [ 109 ] [ 110 ]      |